# Kazuo Kuroki
Kazuo Kuroki (jap. 黒木和雄 Kuroki Kazuo; * 10. November 1930 in Matsusaka; † 12. April 2006 in Tokio) war ein japanischer Regisseur und Drehbuchautor.
Kuroki begann seine Laufbahn als Dokumentarfilmer, bevor er ab den 1960er Jahren mit Spielfilmen hervortrat. Einige dieser Low-Budget-Filme wie Tobenai chinmoku und Ryoma ansatsu gelten inzwischen als Klassiker des japanischen Kinos. Ab Ende der 1980er Jahre drehte er eine Trilogie über den Zweiten Weltkrieg. Ashita (Der Tag davor, 1988) und Utsukushii natsu kirishima (Der Sommer eines Jungen, 2002) spielen in den letzten Kriegstagen, während Chichi to kuraseba (Das Gesicht des Jizô, 2004) das Trauma der Atombombenabwürfe auf Hiroshima und Nagasaki reflektiert.

## Filmografie
- 1959: Kaiheki
- 1960: Ruporutâju honoo
- 1962: Waga ai Hokkaidô
- 1963: Aru marason rannâ no kiroku
- 1966: Tobenai chinmoku (とべない沈黙, 100 Min.)
- 1969: Kyuba no koibito (キューバの恋人, 98 Min.)
- 1970: Nippon no akuryo (日本の悪霊, 98 Min.)
- 1974: Ryoma ansatsu (竜馬暗殺, 118 Min.)
- 1975: Matsuri no junbi (祭りの準備, 117 Min.)
- 1976: Fûfu tabi nikki saraba ronin (Fernsehserie)
- 1978: Genshiryoku sensô (原子力戦争 Lost Love, 106 Min.)
- 1980: Yûgure made (夕暮まで, 110 Min.)
- 1983: Namidabashi (泪橋, 117 Min.)
- 1988: Der Tag davor (TOMORROW 明日 Tomorrow Ashita, 105 Min.)
- 1989: Boku no iru machi
- 1990: Die Stadt Rônin (浪人街 Rônin-gai, 117 Min.)
- 2000: Taschendieb (スリ Suri, 112 Min.)
- 2002: Der Sommer eines Jungen (美しい夏キリシマ Utsukushii natsu kirishima, 118 Min.)
- 2004: Das Gesicht des Jizô (父と暮せば Chichi to kuraseba, 100 Min.)
- 2006: Die Jugendzeit der Etsuko Kamiya  (紙屋悦子の青春  Kamiya Etsuko no seishun, 111 Min.)